# Голешув (гміна)
Гміна Голешув (пол. Gmina Goleszów) — сільська гміна у південній Польщі. Належить до Цешинського повіту Сілезького воєводства.
Станом на 31 грудня 2011 у гміні проживало 12752 особи.

## Територія
Згідно з даними за 2007 рік площа гміни становила 65.89 км², у тому числі:
- орні землі: 72.00%
- ліси: 18.00%

Таким чином, площа гміни становить 9.02% площі повіту.

## Населення
Станом на 31 грудня 2011:
| Опис     | Загалом | Загалом | Чоловіки | Чоловіки | Жінки | Жінки |
| -------- | ------- | ------- | -------- | -------- | ----- | ----- |
| одиниця  | осіб    | %       | осіб     | %        | осіб  | %     |
| все      | 12752   | 100     | 6163     | 48.33    | 6589  | 51.67 |
| міське   | 0       | 100     | 0        |          | 0     |       |
| сільське | 12752   | 100     | 6163     | 48.33    | 6589  | 51.67 |

## Сусідні гміни
Гміна Голешув межує з такими гмінами: Дембовець, Скочув, Устронь, Цешин.